# کلارک بورکل
کلارک بورکل (به انگلیسی: Clark Burckle) (زادهٔ ۲۳ فوریهٔ ۱۹۸۸) شناگر اهل ایالات متحده آمریکا است.